# Drosophila sejuncta
Drosophila sejuncta är en tvåvingeart som beskrevs av Elmo Hardy och Kenneth Y. Kaneshiro 1968. Drosophila sejuncta ingår i släktet Drosophila och familjen daggflugor.
Artens utbredningsområde är Hawaii.